# Diet (김현정의 음반)
《Diet》는 김현정의 정규 5집 음반이다. 타이틀곡 <단칼>은 Acoustic 버전과 Dance 버전으로 나누어져 있으며, 박근태가 만든 댄스곡으로 큰 사랑을 받았다. 해당 앨범을 통해 1집부터 5집까지 차트 1위를 기록한 유일무이한 여자솔로가수로 등극했다. 후속곡 <현장>까지 성공적인 활동을 이어나갔으며, 팬들이 가장 좋아하는 노래로 뽑힌 <순종>은 이후 18주년 기념 앨범에 리마스터링 되어 수록되었다.

## 수록곡
| 1.  | 현장            | 3:22  |
| 2.  | 단칼 (acoustic) | 4:19  |
| 3.  | 나쁜사랑        | 3:29  |
| 4.  | 예감            | 3:34  |
| 5.  | 나보다 널       | 3:44  |
| 6.  | 얼음            | 3:18  |
| 7.  | 순종            | 3:42  |
| 8.  | 단칼 (dance)    | 3:38  |
| 9.  | 데이지          | 4:42  |
| 10. | 그녀            | 3:37  |
| 11. | 니가 사람이니!  | 3:39  |
| 12. | 거미            | 3:36  |
| 13. | 그대우나봐      | 3:12  |
| 14. | Diet (Megamix)  | 17:45 |